# Ogcodes kuscheli
Ogcodes kuscheli este o specie de muște din genul Ogcodes, familia Acroceridae, descrisă de Curtis W. Sabrosky în anul 1952.
Este endemică în Juan Fernández Is.. Conform Catalogue of Life specia Ogcodes kuscheli nu are subspecii cunoscute.